# فرقة البوب الكورية: صائدات الشياطين
فرقة البوب الكورية: صائدات الشياطين (بالإنجليزية: KPop Demon Hunters) هو فيلم رسوم متحركة أمريكي موسيقي خيالي صدر عام 2025 من إنتاج سوني بيكتشرز أنيميشن وتوزيع منصة نتفليكس. أخرجه كلٌّ من ماجي كانغ وكريس أبلهانز، استنادًا إلى سيناريو كتبه كلٌّ من كانغ، أبلهانز، هانا مكميكان، ودانيا خيمينيز، بناءً على قصة وضعتها ماجي كانغ. يضم طاقم الأداء الصوتي كلاً من: أردن تشو، آن هيو-سيوب، ماي هونغ، جي-يونغ يو، كيم يون-جين، دانيال داي كيم، كين جيونغ، ولي بيونغ-هون. تدور أحداث الفيلم حول فرقة فتيات كورية خيالية تُدعى "هانتريكس"، والتي تعيش حياة مزدوجة؛ حيث تعمل كفرقة كي-بوب شهيرة نهارًا، وتتحول إلى صائدات شياطين ليلًا. تواجه الفتيات تهديدًا كبيرًا من فرقة فتيان منافسة تُدعى "ساجا بويز"، يتضح أن أعضاءها شياطين متخفّين.
استُلهم الفيلم من رغبة المخرجة ماجي كانغ في ابتكار قصة متجذّرة في تراثها الكوري، ممزوجة بعناصر من الأساطير الكورية، عالم الشياطين، وثقافة البوب الكوري. أُكّد العمل على الفيلم في استوديوهات سوني للرسوم المتحركة منذ مارس 2021، مع الإعلان عن الفريق الإبداعي بالكامل. تولّت سوني بيكتشرز إيميج وركس عملية التحريك، واستُلهم الأسلوب البصري من إضاءة الحفلات الموسيقية، تصوير المجلات التحريرية، الفيديوهات الموسيقية، إضافة إلى تأثيرات من الأنمي والدراما الكورية. تضم الموسيقى التصويرية للفيلم أغاني أصلية من أداء عدة فنانين، إلى جانب مقطوعات موسيقية من تأليف مارسيلو زارفوس.
صدر الفيلم عالميًا عبر منصة نتفليكس في 20 يونيو 2025، وقد حظي بإشادة نقدية واسعة، خاصةً في جوانب التحريك، الأسلوب البصري، أداء الأصوات، الفكاهة، والموسيقى.

## القصة
منذ قرون، كانت الشياطين تتغذى على أرواح البشر وتقدّمها لحاكمهم المدعو كيما. وفي مواجهة هذا التهديد، ظهرت ثلاث نساء شكّلن أول فرقة لصيد الشياطين، وقمن بعزل عالم الشياطين عن عالم البشر من خلال حاجز سحري يُعرف باسم هونمون. ومنذ ذلك الحين، تناقلت الأجيال إرث هؤلاء الصائدات، حيث توالى ظهور فرق ثلاثية جديدة تحافظ على الحاجز من خلال استخدام أصواتهن الغنائية.
في العصر الحديث، تشكّل فرقة الفتيات الكورية هانتريكس —المكوّنة من رومي، ميرا، وزوي— آخر جيل من صائدات الشياطين، ويعملن تحت إشراف سيلين، الصيادة السابقة التي تولّت تربية رومي بعد وفاة والديها. وبعد جولة غنائية عالمية ناجحة، تستعد الفرقة لإطلاق أغنيتها الجديدة "Golden"، لكن رومي تبدأ بفقدان صوتها تدريجيًا نتيجة حقيقة تخفيها: فهي نصف شيطانة، وهو سرّ لا تعرفه سوى سيلين. كانت الأخيرة قد أخبرتها في طفولتها أن اكتمال ختم الشياطين وتحوّل الحاجز إلى اللون الذهبي سيقضي عليهم نهائيًا، وقد يمحو علاماتها الشيطانية أيضًا.
في عالم الشياطين، يشعر كيما بالغضب من فشل أتباعه، فيقترح شيطان يُدعى جينو خطة جديدة تتمثل في تشكيل فرقة فتيان كيبوب تُدعى "ساجا بويز"، تهدف إلى امتصاص طاقة المعجبين وإضعاف الحاجز السحري، مقابل أن يمحو كيما ذاكرة جينو البشرية. وخلال أول مواجهة بين هانتريكس والفرقة الجديدة، تكتشف الفتيات طبيعة ساجا بويز الشيطانية لكن يفشلن في إيقافهم. يكتشف جينو حقيقة أصل رومي، لكنه يتواطأ معها لإخفائه عن زميلاتها.
يصارح جينو رومي لاحقًا بأن الشياطين مستعبدون بمشاعر العار والحزن التي يبثها كيما في نفوسهم، ويكشف لها أنه قبل 400 عام، منحه كيما صوتًا رائعًا مكّنه من انتشال أسرته من الفقر، لكنه انتهى به المطاف في عالم الشياطين، محمّلًا بالذنب نتيجة لانهيار أسرته.
مع اقتراب موعد جوائز الآيدولز، تسعى فرقة هانتريكس لإطلاق أغنية جديدة بعنوان "Takedown" تفضح فيها ساجا بويز، غير أن شعبية الفرقة المنافسة تتزايد بسرعة. تشكّ ميرا في نوايا رومي، خاصة عندما تعارض مضمون الأغنية كونه يحمل كراهية مفرطة للشياطين. وفي خضم تمزقها بين هويّتيها البشرية والشيطانية، تقترح رومي خطة على جينو: مساعدتهن على الفوز وتغيير الحاجز بحيث يمكنه البقاء في العالم البشري بحرية.
مع تزايد سرقة الأرواح وضعف الحاجز، تصرّ ميرا على أولوية إنقاذ الأرواح على حساب تعديل الأغنية. تعترف رومي لجينو بأن مشاعر الخزي من أصولها الشيطانية أضعفت صوتها، لكنه بدأ بالتعافي بعد حديثها معه، فيما يعترف جينو أنه لم يعد يسمع أصوات كيما. إلا أن الأخير يعيده إلى واقعه، مذكرًا إياه بأنه تخلّى عن أسرته طواعية مقابل الشهرة، ويهدده بإعادة العذاب إن لم ينفذ أوامره.
خلال حفل الجوائز، تتغيب فرقة ساجا بويز، وتقدّم هانتريكس أغنية "Golden" التي تدعو إلى الوحدة بدلًا من الكراهية. لكن شياطين متنكرين في هيئة ميرا وزوي يخدعون رومي لأداء "Takedown"، ويكشفون للعلن عن علاماتها الشيطانية، مما يدفعها للهروب. تشعر ميرا وزوي بالخيانة عند معرفتهما بالحقيقة وتحالفها مع جينو. تواجِه رومي جينو، الذي يعترف في النهاية بخيانته لأسرته.
يتمكن كيما من السيطرة على الجمهور وزميلات رومي، دافعًا إياهم إلى الأداء الختامي لساجا بويز، الذي يهدف إلى تدمير الحاجز كليًا. تطلب رومي من سيلين أن تقتلها لإنهاء المعاناة، لكن الأخيرة ترفض وتعرض عليها إخفاء كل ما حدث، ما يدفع رومي إلى اتهامها بعدم حبها الكامل لها كمُربية.
تعود رومي وتقتحم الحفل وتغني أغنية جديدة تتناول العار والخوف، ما يكسر تعويذة كيما. تتّحد أعضاء هانتريكس من جديد لمحاربة الشياطين، ويتمكنّ من تحرير الجمهور. يضحي جينو بنفسه لينقذ رومي، وينقل روحه إليها، مما يمنحها القوة اللازمة لهزيمة كيما وإغلاق الحاجز إلى الأبد.
في النهاية، تتصالح رومي مع نفسها وتكفّ عن خجلها من هويتها، بينما تستمتع بوقتها مع زميلتيها. وتعود الفرقة لاحقًا للظهور العلني أمام جمهورها.

## طاقم التمثيل
- آردن تشو في دور رومي، القائدة والمغنية الرئيسية لفرقة هانتريكس، وهي محاربة تستخدم سيف الساينغوم في المعارك. تُعد رومي ابنة شيطان ووالدتها الراحلة ريو مي-يونغ، التي كانت صيّادة شياطين ونجمة سابقة في فرقة شقيقات ضوء الشمس.
  - إيجاي تقدّم الأداء الغنائي لشخصية رومي.
  - رومي أوك في دور رومي الصغيرة والمعجبة الصغيرة.
- آن هيو-سيوب في دور جينو، قائد فرقة ساجا بويز، وهو شيطان يطارده ماضٍ مظلم، يرافقه نمر شيطاني وغراب العقعق كحيوانين مرافقين.
  - أندرو تشوي يقدّم الأداء الغنائي لشخصية جينو.
- ماي هونغ في دور ميرا، الوجه البارز والراقصة الرئيسية في فرقة هانتريكس، تستخدم سلاح وولدو التقليدي في القتال.
  - أودري نونا تقدّم الأداء الغنائي لشخصية ميرا.
- جي-يونغ يو في دور زوي، مغنية الراب الرئيسية وأصغر عضوة في فرقة هانتريكس، تتقن استخدام السكاكين القاذفة في القتال. زوي أميركية من أصل كوري، نشأت في مدينة بوربانك، كاليفورنيا.
  - راي آمي تؤدي الصوت الغنائي لشخصية زوي.
- كيم يون-جين في دور سيلين، الأم بالتبني لرومي، وكانت صيّادة شياطين سابقة ونجمة كي-بوب، وعضوة في فرقة شقيقات ضوء الشمس إلى جانب والدة رومي.
  - ليا سالونغا تقدّم الصوت الغنائي لشخصية سيلين.
- جويل كيم بوستر يؤدي عدة أدوار منها: رومانس، مقدّم برنامج منوّعات 1، مقدّم برامج الآيدولز.
  - صامويل لي يقدّم الصوت الغنائي لشخصية رومانس.
- آلان لي في دور ميستري.
  - كيفن وو يقدّم الصوت الغنائي لشخصية ميستري.
- سونغوون تشو في دور آبس.
  - نكواف يقدّم الصوت الغنائي لشخصية آبس.
- داني تشونغ يقدّم الصوت الغنائي لشخصية بايبي ساجا.
- ليزا كوشي في دور المقدّمة.
- دانيال داي كيم في دور المعالج هان، طبيب غريب الأطوار.
- كين جونغ في دور بوبي، مدير فرقة هانتريكس ومسؤول العلاقات العامة الخاص بها.

- لي بيونغ-هون في دور كيما، ملك الشياطين الذي يُفسد البشرية. يُعيد لي بيونغ-هون أداء هذا الدور أيضًا في النسخة الكورية المدبلجة من العمل.

## الموسيقى
عند المقارنة بين أغاني فرقة هنتريكس وساجا بويز، أوضح المخرج كريس أبلهانس أنهم أرادوا أن تكون أغاني ساجا بويز "جذابة للغاية، لكنها فارغة نوعًا ما، كأنها تفتقر إلى الروح الحقيقية"، في حين جاءت أغاني هنتريكس "صادقة وعاطفية وتُظهر هشاشة وجدانية"، مضيفًا: "الفكرة كانت أن الجزء السطحي من قلبك قد يفتتن بالفتيان، لكن الجزء الأعمق يتأثر بالفتيات". كُتبت الأغاني الأصلية للفيلم على يد فريق من الكتاب الموسيقيين من بينهم: داني تشونغ، آيدو، فينس، كوش، إيجاي، جينا أندروز، ستيفن كيرك، ليندغرين، مارك سوننبليك، ودانيال روياس، أما الإنتاج الموسيقي فشارك فيه تيدي بارك، 24، آيدو، دومينسوك، أندروز، كيرك، ليندغرين، وإيان إيسيندراث. ولحّن الموسيقى التصويرية للفيلم الملحن مارسيلو زارفوس. تضم الموسيقى التصويرية أصوات كل من أودري نونا، راي آمي، أندرو تشوي، كيفن وو، صامويل لي، نيكماف وليا سالونغا. صدر الألبوم الموسيقي في 20 يونيو 2025، وكانت الأغنية الرئيسية "Takedown" من أداء جونغيون، جيهيو وتشايونغ من فرقة توايس.
في الولايات المتحدة، سجّل ألبوم الموسيقى التصويرية أعلى ظهور لأول مرة ضمن تصنيف بيلبورد 200 للألبومات الموسيقية في عام 2025، وهو أول ألبوم لفيلم في هذا العام يدخل قائمة العشرة الأوائل. كما يُعد الألبوم الأعلى ترتيبًا على الإطلاق ضمن فئة أفلام الرسوم المتحركة على هذا التصنيف منذ ألبوم فيلم الرجل العنكبوت: عبر عالم العنكبوت (2023) من إنتاج ميترو بومين الذي بلغ المرتبة السابعة، كما أنه أول ألبوم من إنتاج نتفليكس يصل إلى المركز الأول في تصنيف أفضل موسيقة تصويرية منذ نحو عامين. أبرزت هيئة بي بي سي أن فرقتي هنتريكس وساجا بويز تصدرتا قائمة سبوتيفاي في الولايات المتحدة من خلال أغنيتي "Golden" و"Your Idol" على التوالي، حيث وصلت هنتريكس إلى المرتبة الثانية، متجاوزة فرقة بلاك بينك كأعلى فرقة كي-بوب نسائية تصنيفًا في تاريخ سبوتيفاي الأمريكي، في حين أصبحت ساجا بويز "أعلى فرقة كي-بوب ذكورية ترتيبًا في تاريخ سبوتيفاي الأمريكي"، متجاوزين بذلك فرقة بي تي أس.

## الاصدار
عند الإعلان الأول عن الفيلم في مارس 2021، لم يُحدّد جدول زمني للإصدار. وفي وقت لاحق من نفس الشهر، أُدرج الفيلم ضمن فئة الإصدارات السينمائية. في أبريل 2022، أُفيد بأن منصة نتفليكس قد سجلت طلبًا رسميًا للفيلم. وفي فبراير 2023، أكّد الرئيس التنفيذي لشركة سوني بيكتشرز، توم روثمان، في مقابلة مع بيزنس إنسايدر أن الفيلم سيُعرض عبر نتفليكس. وفي يونيو 2024، أُعلن أن الفيلم سيُصدر في عام 2025. وفي أبريل 2025، كشف أحد فناني التحريك أن الفيلم سيُطرح في يونيو، قبل أن يُعلَن رسميًا في وقت لاحق من نفس الشهر عن تاريخ الإصدار في 20 يونيو 2025.

## الاستقبال
حظي فيلم فرقة البوب الكورية: صائدات الشياطين باستقبال نقدي إيجابي بشكل عام حيث على موقع تجميع المراجعات روتن توميتوز، حصل الفيلم على تقييم إيجابي بنسبة ٪95 بناءً على 40 مراجعة نقدية، مع إجماع نقّاد الموقع على أنه: «مرسوم بطاقة حيوية معدية وألوان نابضة، الفيلم هو ترفيه عائلي مرح ترافقه موسيقى تصويرية رائعة». أما موقع ميتاكريتيك، الذي يمنح متوسطًا مرجّحًا، فقد أعطى الفيلم درجة 77 من 100 بناءً على آراء 5 نقّاد، مشيرًا إلى «مراجعات إيجابية عمومًا».
أوضح براندون يو في نيويورك تايمز أن الفيلم "يدور في عالم أصلي ساحر، مضحك، ومُصاغ بفنية عالية"، وأضاف أن الفيلم "يبلغ ذروته الكوميدية عندما يسخر من الثقافة الشعبية المُصنّعة بشكل مفرط، من الكيبوب إلى الدراما الكورية وبرامج الغناء التجارية". أما مات غولدبرغ من ذا راب فرأى أن الحبكة "كانت ستكون مثقلة بشكل مؤلم لولا الخيط الكوميدي الرائع"، مشيرًا إلى أن الفيلم "يعرف متى يسخر من كليشيهات الكيبوب والدراما الكورية". وصف ديفيد تيزارد من كوريا تايمز الفيلم بأنه "رائع بشكل فاضح"، وأثنى على تمثيله للثقافة الكورية، قائلًا إنه "يلتقط بهدوء نسيج الحياة اليومية بخصوصية نادرًا ما تُرى في المحتوى العالمي"، معتبرًا إياه ليس فقط "رسالة حب للكيبوب"، بل أيضًا "نظرة دقيقة، وأحيانًا صارمة، إلى الثقافة المحيطة به". كما أشار يو إلى أن الفيلم "يتشارك إرثًا بصريًا" مع سلسلة عالم العنكبوت من سوني بيكتشرز أنيميشن، غير أن ما "يستعيره في الأغلب هو حس سينمائي تقني شامل"، يتمثل في الحركة "السلسة"، والفن "اللافت"، والموسيقى التي تُستخدم كـ"أداة سرد ديناميكية". وبالمثل، أشار إسياياه كولبيرت من أي أو 9 إلى أن "فريق الرسوم المتحركة في سوني لم يدّخر جهدًا، مقدمًا وليمة بصرية جديدة برسوم متحركة فاخرة ونابضة"، وامتدح تصميم الشخصيات "الجريئ والمعبر" الذي يتيح لفريق هانتريكس الانتقال من نجمات كيبوب إلى "فتيات مألوفات بطابع مشاغب شبيه بالعفاريت". علّق توسان إيغن من إي جي أن أن الفيلم "يعرف كيف يعالج موضوعات جادة دون أن يأخذ نفسه بجدية مفرطة"، مضيفًا أن قيم الإنتاج العالية وتسلسلات الحركة المثيرة تجعل التجربة "ترفيهية تمامًا". كما أشاد غولدبرغ بالمخرجَين ماجي كانغ وكريس أبلهانس "لفهمهما أنه رغم البيئة الغريبة للفيلم، ينبغي أن تكون الرهانات واقعية". أوضح جيف إيوينغ من كوليدر أن الفيلم يقدم "فرضية فانتازية جنونية بشكل جميل"، ويحتوي على "أسطورة مثيرة للاهتمام عن الشياطين والموسيقى والصيادين، جديدة لكنها غنية"، في حين وصفه بيتر ديبروج من فارايتي بأنه "سريع وفعّال"، معتبرًا أن حبكة الرومانسية بين البشر والشياطين "قد تكون متوقعة"، لكنه رأى أن الفيلم "أكثر تسلية من فيلم إليو (2025) من بيكسار".
أشاد النقاد بأداء طاقم التمثيل الصوتي في الفيلم، إذ أشار جيف إيوينغ إلى أن أعضاء فريق هانتريكس يتمتعون "بشخصيات مميزة بوضوح وديناميكية جماعية قوية"، موضحًا أن "ماي هونغ وجي-يونغ يو أتقنتا أداء شخصيتي ميرا وزوي على التوالي"، كما قدّمت آردن تشو "أداءً صوتيًا معقدًا وعاطفيًا" في دور البطلة رومي، فيما برع آن هيو-سوب في أداء شخصية جينو، قائد فرقة الفتيان الشيطانية، واصفًا إياه بـ"الذكي والكاريزمي". امتدح كولبيرت كذلك "الأداء الصوتي الرائع للفريق الرئيسي"، إلى جانب "الطابع الموسيقي الأصيل" للفيلم، مشيرًا إلى أن الأغاني "شديدة الجاذبية لدرجة أن حتى أشد منتقدي الكيبوب قد يجدون أنفسهم يهزون رؤوسهم ويتمايلون مع اللحن" وأضاف أن الفيلم "يستكشف الموسيقى كملاذ وشكل من أشكال التعبير العاطفي"، وهو ما يُشبه ما قُدّم في الباندا الأحمرالكبير و—بشكل مفاجئ—الخطاة ، لكنه تميّز باحتضانه "لجماليات أنمي فتاة ساحرة". من جهته، أشار بيتر ديبروج إلى أن الفيلم، نظرًا "لطبيعته السريعة وتنوّعه النوعي، والمبني في عالم الكي-بوب"، قد لا يدرك بعض المشاهدين أنهم "يشاهدون عملًا موسيقيًا"، وأبرز وجود "رفقاء حيوانات ظرفاء"، يتمثلون في "نمر شيطاني مبتسم وطائر أسود يرتدي قبعة غات كورية صغيرة"، وكلاهما "مُصمَّم ليبدو كأنه خرج مباشرة من الفولكلور الكوري". أكد ديفيد تيزارد أن إدراج طائري العقعق والنمر "ليس زخرفة عشوائية"، بل "إشارات مباشرة إلى تقاليد الفن الشعبي الكوري" أعاد الفيلم "تفسيرها بمحبة". أما توسان إيغن فسلّط الضوء على مشاهد القتال، التي تمتاز بـ"الكوريغرافيا المتألقة والحيوية المتأثرة بالأنمي"، مشيرًا إلى أنها ترتكز على أغانٍ أصلية كتبها "نخبة من أبرز فناني الغرب ونجوم الكي-بوب"، واصفًا الفيلم بأنه "فانتازيا حركية مبهرة بصريًا، تتضمن أغاني مشحونة بالعاطفة من النوع الذي يُمكن أن يحوّل عشاق الرسوم المتحركة الموسيقية إلى مؤمنين متحمسين". كما لفت تيزارد إلى أن الموسيقى "أُنتِجت على يد أسماء كبرى في الصناعة"، مؤكدًا أنها "قوية ومشحونة بدلالات شعرية، ومندمجة بسلاسة مع السرد". في السياق ذاته، أشار مات غولدبرغ إلى أن الأغاني "الجذابة" لها وزن سردي ضمن الحبكة، ما "يساعد على الحفاظ على التوتر طوال الفيلم".
رأت أنجيلا غارسيا من مجلة سلاغ أن قصر مدة عرض الفيلم يجعله "يمنح المشاهد شعورًا بأنه لم يلامس سوى سطح هذا العالم وشخصياته" وأوضحت أن "هذا الأمر يُعدّ من جهة دليلاً على عالم الفيلم الجذاب والشخصيات المحبوبة، إذ يرغب الجمهور في معرفة المزيد وقضاء وقت أطول مع هذه القصة"، لكنه في الوقت ذاته "يعكس عدد الأفكار التي طُرحت دون أن يتم تطويرها بشكل كافٍ". أما كولبيرت فتركّز انتقاده على نهاية الفيلم التي وصفها بأنها "مريحة أكثر من اللازم"، حيث "حُلّ كل شيء بدقة مبالغ فيها، ما أفقد النهاية بعضًا من العمق الذي وعدت به المقدمة". أشار جيف إيوينغ إلى أن الفيلم كان بإمكانه تخصيص وقت أكبر لتطوير الحياة العاطفية لبقية الشخصيات، مؤكدًا أن الجمهور "حُرم إلى حدّ ما من خلفية رومي، رغم أهميتها الكبيرة". وبشكل مماثل، لاحظ مات غولدبرغ وجود "تقلّبات نغمية مفاجئة أحيانًا"، موضحًا أن المشكلة "ليست في وجود العناصر العاطفية، بل في أنه إذا قرر الفيلم التوجه نحو هذا المسار، كان عليه أن يمنح شخصيتي زوي وميرا مسارات تطور أقوى، إذ إنهما ظلّتا في معظم الوقت مجرّد وسيلتين للضحك حتى بلوغ الذروة الدرامية".

## المستقبل
في مقابلة مع سكرين رانت، أعربت المخرجة ماجي كانغ عن اهتمامها بإنتاج جزء ثانٍ محتمل وقصص جانبية لتوسيع عالم الفيلم. وأشارت إلى أن العديد من الأسئلة التي طُرحت خلال الفيلم لم تُجب بشكل كامل، مضيفة: "هناك الكثير من الزوايا التي يمكننا استكشافها".